# Спортивний центр Спіроса Кіпріану
Атлетичний центр імені Спіроса Кіпріану або Спортивний центр імені Спіроса Кіпріану (грец. Αθλητικό Κέντρο "Σπύρος Κυπριανού", трансліт. Athlitikó Kéntro "Spýros Kyprianoú"), також відома як Арена Спіроса Кіпріану та Палац спорту, — крита арена, розташована в районі Като-Полемідія Лімасола, Кіпр. Відкрита наприкінці 2005 року, вона названа на честь покійного президента Кіпру Спіроса Кіпріану і є найбільшим залом для проведення заходів у країні.

## Історія

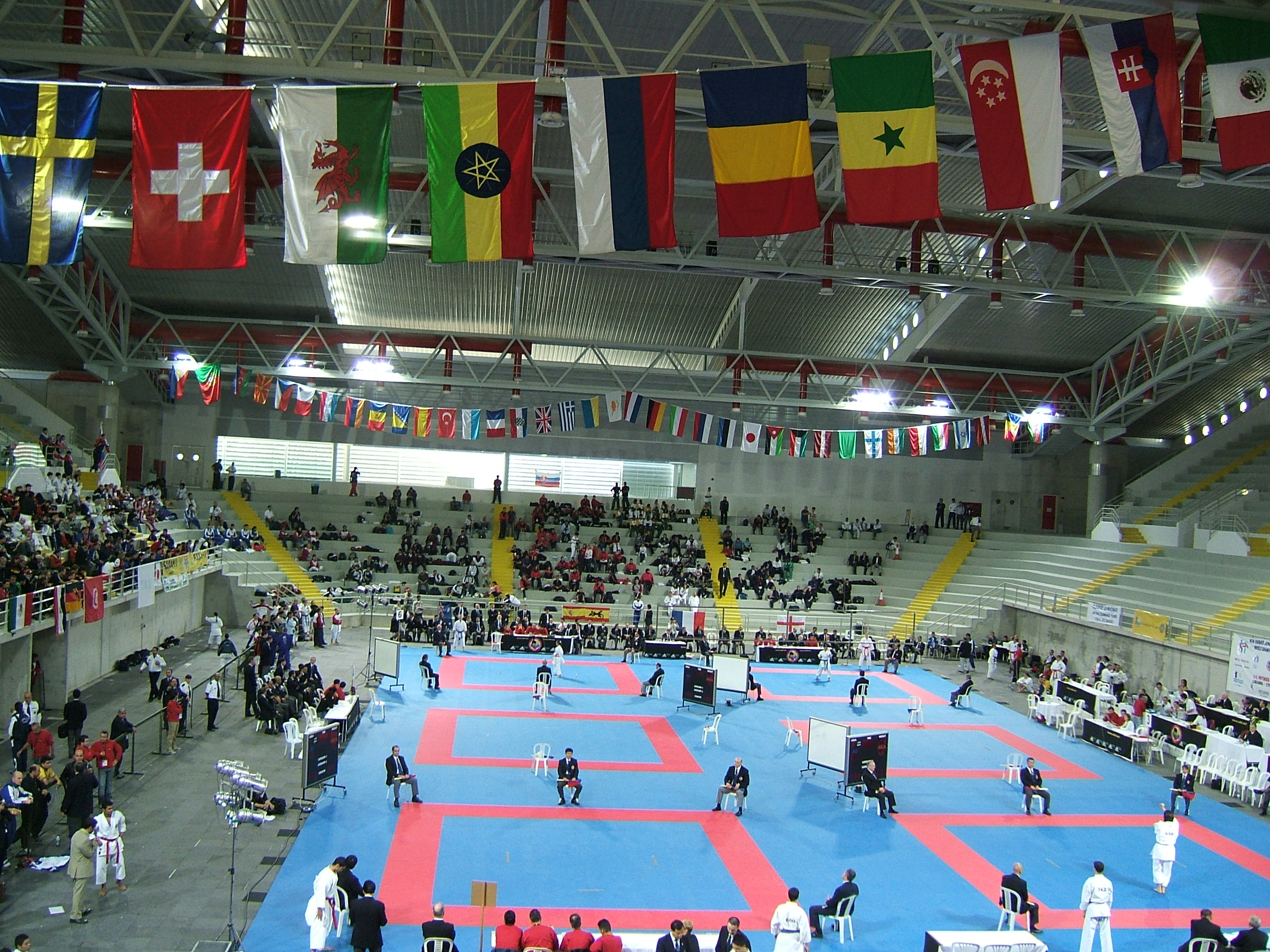
Чемпіонат світу з карате серед юніорів та кадетів 2005 року

Цей проєкт був реалізований Кіпрською спортивною організацією (грец. Κυπριακός Οργανισμός Αθλητισμού) і був побудований на північ від міста Лімасол поблизу Като-Полемідії та вздовж автомобільної магістралі Лімасол  –  Троодос. Будівництво проєкту розпочалося наприкінці 2002 року та було завершено наприкінці 2005 року загальною вартістю близько 8,5 мільйонів кіпрських фунтів.
Спочатку зал центру вміщував понад 6 255 глядачів і мав 42 місця для людей на інвалідних візках. З серпня 2025 року, після завершення ремонтних робіт, його місткість збільшиться до 8 000 місць. Роботи розпочалися в серпні 2024 року і виконуються компанією A&A Apostolidis, призначеною департаментом громадських робіт за результатами відкритого тендеру.

## Події
Арена центру вже приймала великі спортивні події, такі як баскетбольний турнір усіх зірок ФІБА EuroChallenge. Тут також розташовувався штаб ралі Кіпру у 2005 та 2006 роках. На самій арені працювали представники ЗМІ та організатори ралі, а парковка була місцем для команд-учасниць чемпіонату світу з ралі.
Арена приймала дитячий пісенний конкурс «Євробачення 2008». Крім того, центр використовується для проведення спортивних заходів місцевих шкіл Лімассола. Він також є домашнім майданчиком для волейбольних команд «Неа Саламіс Фамагуста» та «АЕК Карава-Лампуса». Арена прийме один груповий етап Євробаскету ФІБА 2025, для чого затверджено плани реконструкції, модернізації та розширення арени.